# S. P. Sailaja
Sripathi Panditaradhyula Sailaja (Telugu: శ్రీపతి పండితారాధ్యుల శైలజ; nacida el 9 de octubre de 1963 en Konnompettai, distrito de Nellore, Andhra Pradesh, India) es una actriz y cantante india. Ella ha interpretado temas musicales cantados para películas en diferentes idiomas como en telugu, el tamil, malayalam y canarés. Ha interpretado alrededor de 5000 canciones hasta la fecha.

## Biografía
Ella nació en Konetammapeta en el distrito de Nellore de Andhra Pradesh. Su padre SP Sambamurthy era un músico reconocido de Harikatha y su hermana SP Balasubrahmanyam, es una cantante intérprete de temas musicales en telugu, tamil, hindi, canarés, Malayalam y entre otros idiomas.

## Carrera

### Actuaciones de su voz
Sailaja ha trabajado como actriz de doblaje para varios artistas, incluyendo a Tabu, Sonali Bendre y Sridevi, entre otros.

### En películas
Sailaja ha participado en una sola película de "Saagara Sangamam", una empresa dirigida por Telugu K. Viswanath, en la que interpretaba en su personaje principal de una bailarina clásica, se denominó más adelante en Tamil como "Salangai Oli".

## Filmografía

### Cantante de playback
- Unnai Charanadainthaen (2003)
- Mrugaraaju (2001)
- Aawaragaadu (2000)
- Annamayya (1997)
- Subha Sankalpam (1995)
- Aagraham (1993)
- Siva Shakthi (1991)
- Pelli Pusthakam (1991)
- Appula Appa Rao (1991)
- Suthradharulu (1990)
- Kokila (1989)
- Raja Chinna Roja (1989)
- Swara Kalpana (1989)
- Bava Marudula Sawal (1988)
- Rudra Veena (1988)
- Swayam Krushi (1987)
- Sri Kanaka Mahalakshmi Recording Dance Troupe (1987)
- Magadheerudu (1986)
- Padamati Sandhya Ragam (1986)
- Mr. Bharath (1986)
- Sirivennela (1986)
- Thazhuvaatha Kaigal (1986)
- Sur Sangam (1985)
- Jackie (1985)
- Swathi (1985)
- Swathi Muthyam (1985)
- Mayuri (1984)
- Janani Janmabhoomi (1984)
- Rendu Jella Sita (1983)
- Saagara Sangamam (1983)
- Sitaara (1983)
- Subhalekha (1982)
- Aagaaya Gangai (1982)
- Seethakoka Chilaka (1981)
- Vamsa Vriksham (1980)
- Mosagadu (1980)
- Sankarabharanam (1979)
- Mana Voori Pandavulu (1978)
- Pranam Kareedu (1978)
- Shivaranjani (1978)

### Copia de artistas
- Vasantha Kokila (for Sridevi) (1983)
- Guna (for Rekha) (1991)
- Ninne Pelladutha (for Tabu) (1996)
- Aavida Maa Aavide (for Tabu) (1998)
- Murari (for Sonali Bendre) (2001)